# Marc Shaiman
Marc Shaiman (Newark, Nova Jersey, 22 d'octubre de 1959) és un compositor de cinema estatunidenc, cinc vegades nominat a l'Oscar.
Shaiman va començar la seva carrera com arranjador vocal i director musical per a Bette Midler i, durant la primera part de la seva carrera, arranjava, produïa i dirigia per a molts altres artistes incloent-hi Barbra Streisand, Patti LuPone, Lauryn Hill, Martin Short i Peter Allen.
Mentre escrivia per Saturday Night Live, Shaiman començava la seva llarga associació amb Billy Crystal que, (mitjançant Rob Reiner) va portar a fructíferes col·laboracions amb Harry Connick Jr., com per exemple el seu treball com a arranjador a When Harry Met Sally (1989). Aquesta col·laboració el conduïa al naixement de la seva carrera de música de cinema i, encara que categoritzat com a compositor de comèdia romàntica, Shaiman de fet feia el seu debut important el 1990 amb el thriller Misery.
Des de llavors, Shaiman ha compost les bandes sonores de moltes pel·lícules reeixides, incloent-hi City Slickers (1991), The Addams Family (1991), A Few Good Men (1992), Sister Act (1992), Alguna cosa per recordar (1993), The American President (1995), El club de les primeres esposes (1996), George of the Jungle (1997), Patch Adams (1998), South Park: Bigger, Longer & Uncut (1999) i The Kid (2000).

## Filmografia
- Broadcast News (1987)
- Big Business (1988)
- Beaches (1988)
- When Harry Met Sally... (1989)
- Misery (1990)
- Scenes from a Mall (1991)
- City Slickers (1991)
- The Addams Family (1991)
- Hot Shots! (1991)
- For the Boys (1991)
- Sister Act (1992)
- El rei del dissabte a la nit (Mr. Saturday Night) (1992)
- A Few Good Men (1992)
- Alguna cosa per recordar (1993)
- Heart and Souls (1993)
- Life with Mikey (1993)
- Addams Family Values (1993)
- Sister Act 2 (1993)
- City Slickers II (1994)
- Un noi anomenat North (North) (1994)
- Speechless (1994)
- That's Entertainment! III (1994)
- Stuart Saves His Family (1995)
- Oblidar París (Forget Paris) (1995)
- The American President (1995)
- Bogus (1996)
- Mother (1996)
- El club de les primeres esposes (The First Wives Club) (1996)
- Ghosts of Mississippi (1996)
- George of the Jungle (1997)
- In & Out (1997)
- My Giant (1998)
- Simon Birch (1998)
- Patch Adams (1998)
- The Out-of-Towners (1999)
- South Park: Bigger, Longer & Uncut (1999)
- La nostra història (The Story of Us) (1999) amb Eric Clapton
- The Kid (2000)
- Get Over It (2001)
- One Night at McCool's (2001)
- The Wedding Planner (2001)
- Bowling for Columbine (2002
- Down with Love (2003)
- Alex & Emma (2003)
- Marci X (2003)
- The Cat in the Hat (2003)
- Team America: La policia del món (Team America: World Police) (2004)
- Rumor Has It... (2005)

## Teatre
| - Peter Allen:Up in One (1979) - Bette! Divine Madness (1980) - André DeShield's Haarlem Nocturne (1984) - Leader of the Pack (1985) - An Evening with Harry Connick Jr. and Orchestra (1990) - Patti LuPone on Broadway (1995) - Hairspray (2002) - The Odd Couple (2005) - Martin Short: Fame Becomes Me (2006) - Catch Me If You Can (TBA) | - Dementos - The Production Company - Livin' Dolls - Manhattan Theatre Club - Legends - Ahmanson Theatre - Trilogy of Terror - Club 57 - Non Pasquale - Delacorte Theatre |